# Irene Clarin
Irene Clarin est une actrice allemande de théâtre et de télévision, née le 16 mai 1955 à Munich.

## Biographie
Irene Clarin est la fille de l'acteur Hans Clarin et de sa première femme Irene Reiter. Elle a reçu sa formation d’actrice à l'école Neue Münchner Schauspielschule. Elle joue ses premiers rôles au Theater der Jugend à Munich. De 1977 à 2002, Irene Clarin appartient à l'ensemble du Kammerspiele de Munich. L'actrice y incarne, entre autres, Marie dans Tambours dans la nuit de Bertolt Brecht (1979), la femme de chambre Rosalie dans La Petite Catherine de Heilbronn de von Kleist (1979), Fortinbras, prince de Norvège, dans Hamlet de Shakespeare (1980), Marie Efimovna Grekova dans Platonov de Tchekhov (1981), Rosalinde, la fille du duc dans Comme il vous plaira de Shakespaere (1982), Recha dans Nathan le Sage de Lessing (1984), Arkadina dans La mouette de Tchekov (1997) et la reine dans Cymbeline de Shakespeare (1998) . Elle a travaillé avec des metteurs en scène de renom comme Peter Zadek, Robert Wilson, Ernst Wendt, Dieter Dorn (de), Christian Stückl (de) ou Luc Bondy. En 2006, elle joue au théâtre Fritz Rémond à Francfort. En 2012, elle joue dans des productions théâtrales à travers les pays germanophones.
Irène Clarin s’est fait connaître du grand public dans des séries télévisées telles que Derrick , Le Renard, Siska.
L'actrice habite dans sa ville natale Munich. Elle a deux filles .

## Filmographie sélective

### Films
- 1983 : L'Amie de Margarethe von Trotta

### Séries télévisées
- 1978 : Le Renard : Vengeance (Die Rache) : Andrea Bernhard
- 1986 : Derrick: Le charme des Bahamas (Der Charme der Bahamas) : Bettina Brosch
- 1987 : Derrick: L'affaire Goos (Mordfall Goos) : Ingrid Goos
- 1988 : Derrick : Pas de risque (Kein Risiko) : Andrea Weimann
- 1989 : Derrick: Sursis (Diebachs Frau) : Maria Diebach
- 1989 : Le Renard : Le long souffle (Der lange Atem) : Ellen Brand
- 1990-1991 : Pfarrerin Lenau (13 épisodes) : Katharina Lenau
- 1992 : Derrick: Les festins de Mr Borgelt (Die Festmenüs des Herrn Borgelt) : Anneliese
- 1992 : Le Renard : La lettre rose (Der dritte Versuch): Suzanne Wächter
- 1993 : Derrick: Requiem pour un destin (Melodie des Todes) : Helga von Schulze-Westorp
- 1993 : Le Renard : Le sacrifice (Kurzer Prozess): Marlene Sander
- 1994 : Derrick : Une sœur envahissante (Das Thema) : Monika Godel
- 1994 : Derrick : Serrons-nous la main (Gib dem Mörder nicht die Hand) : Gitta Kaspers
- 1994 : Derrick : Le naufrage (Das Floss) : Bettina Wexler
- 1995 : Le Renard : Les âmes perdues (Die Verlorenen): Belinda Ludwig
- 1996 : Le Renard :Une odeur de poudre (Der Mord gegenüber) : Olga Kulakova
- 1997 : Derrick : Enfance volée (Fundsache Anja) : Mme Kajunke
- 1999 : Siska : Un mal pour un bien (Die 10% Bande) : Margot Mertens
- 2000 : Le Renard : La fin de l’amour (Das Ende einer Liebe) : Johanna Brahms
- 2000 : Le Renard : La mort survient à dix heures (Der Tod kam um zehn : Thea Bernried
- 2001 : Siska : Haine aveugle (Hass macht blind) : Herta Kranitz
- 2005 : Siska : Racket organisé (Einfach nur sterben) : Ramona Schöller
- 2005 : Siska : Le juge et le banquier (Keine andere Wahl) : Gerda Reif
- 2006 : Siska: La conscience du meurtrier (Das Gewissen des Mörders): Hanna Polzek
- 2007 : Siska: Alibi für Tommi : Mme Strobel
- 2008 : Le Renard : Meurtre dans la police (Polizistenmord) : Sabine Kratz
- 2014 : Soko brigade des stups : Wahlverwandtschaften : Renate Brunner

## Distinctions
- 1981 : Prix de l’actrice prometteuse de l’année décerné par le magazine Theater heute
- 1983 : Prix Otto Eduard Hasse décerné par l’Académie des Arts de Berlin [6]
- 1983 : Prix de l’acteur allemand (Deutschen Darstellerpreis), catégorie jeunes talents